# Miquèu Maffrand
Miquèu Maffrand (Cièr de Luishon, 1948), conegut artísticament amb el nom de Joan de Nadau, és un músic i cantautor occità. És membre del grup de música Nadau, del que en forma part des dels seus inicis el 1974. Joan de Nadau compon la música i escriu les lletres del grup. N'és també el cantant i acordionista.

## Biografia
Miquèu Maffrand va néixer l'any 1948 a Cièr de Luishon, al departament francès de l'Alta Garona. Va estudiar a Sent Gaudenç abans de convertir-se en professor de matemàtiques. L'any 2006 va decidir d'agafar la jubilació anticipada per a poder-se dedicar íntegrament a la música.

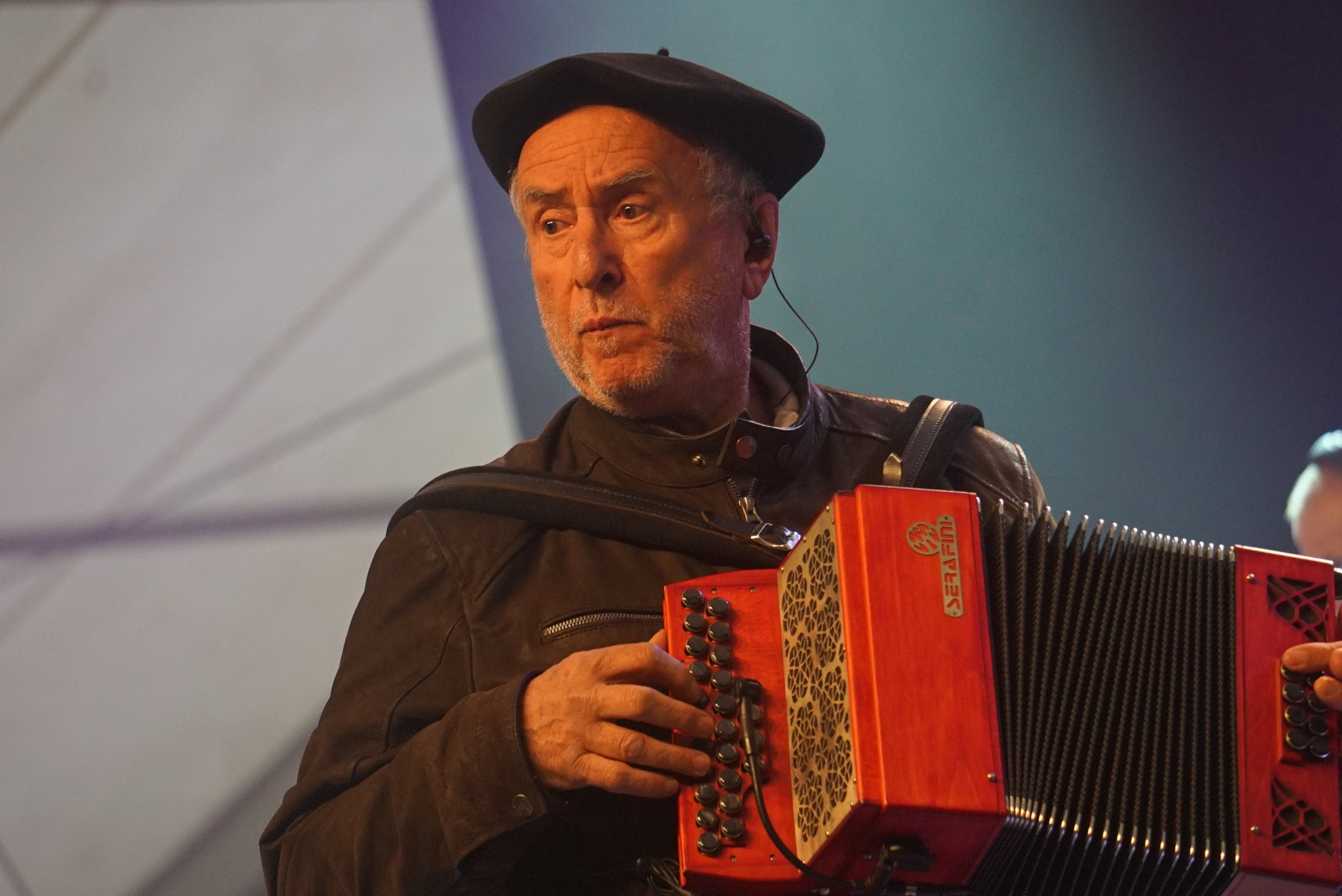
Miquèu Maffrand amb l'acordió el 2017.

Influenciat per la Nova Cançó occitana Maffrand va ser un dels fundadors l'any 1974 del grup Los de Nadau, que després esdevindria Nadau. Aquest grup és un referent de la música occitana i fins avui ha ofert concerts arreu de la Gascunya i d'Occitània, i ha omplert quatre cops el Zénith de Pau (1993, 1996, 2002, 2017) i quatre cops l'Olympia de París (2000, 2005, 2010 i 2014).
Maffrand ha escrit i compòs al voltant de 160 cançons. Generalment escriu els seus textos en bearnès o gascó de muntanya, dialectes occitans amb una llarga tradició musical.

### Nom artistic
Miquèu Maffrand explica que l'elecció del seu nom artístic es remunta als inicis del grup, quan era professor ajudant de matemàtiques. Va ensenyar durant molt de temps a l'École Normale de Foix i al col·legi d'Artés de Biarn. En aquell moment va considerar que, per raons polítiques i per preservar la seva activitat professional, era millor no mostrar la seva activitat musical.
“Vaig agafar el nom d'un vell d'allí on sóc que es deia Joan de Nadau. A la meva contrada, com al Bearn, la gent no es deia pel seu nom. Es deien pel nom de la casa, el primer nom seguit del nom de la casa. I la casa era la casa de Nadau a Antinhac, prop de Luishon. I es deia Joan. Li deien Joan de Nadau. I sempre m'ha agradat escoltar aquest nom, Jean de Noël. »

## Discografia

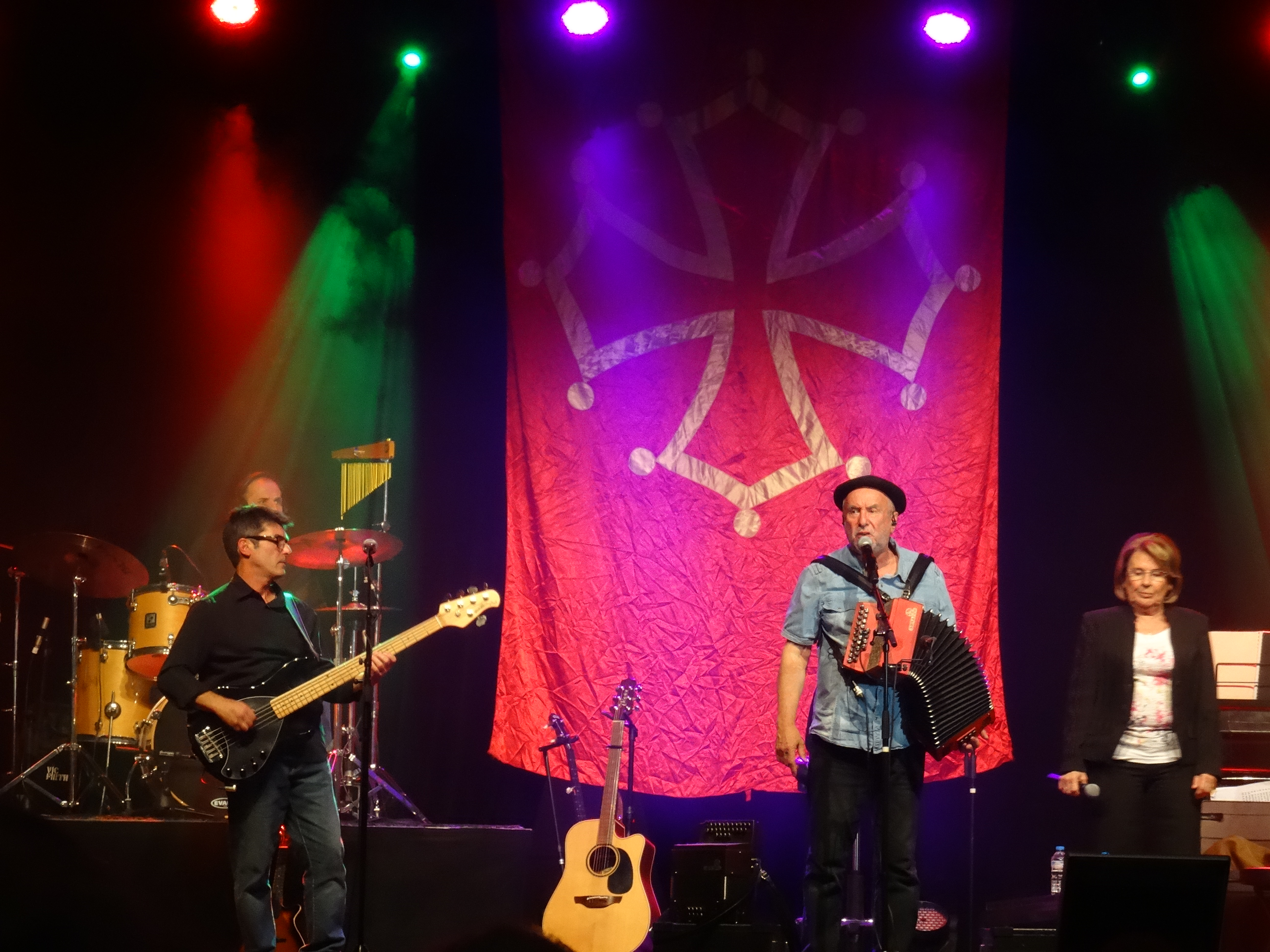
Maffrand en concert amb el grup Nadau.

### Amb Los de Nadau
- 1975 : Monsur lo regent
- 1976 : La venta a las enchèras
- 1978 : L'immortèla
- 1982 : T'on vas
- 1986 : Qu'èm ço qui èm

### Amb Nadau
- 1991 : De cuu au vent
- 1994 : Pengabelòt
- 1995 : S'avi sabut (recopilatori)
- 1996 : Nadau en companhia (directe)
- 1999 : Plumalhon
- 2003 : Saumon
- 2005 : Nadau à l'Olympia (directe)
- 2006 : Carnet de chansons
- 2007 : Maria
- 2010 : Olympia 2010 (directe)
- 2013: L'Encantada
- 2017: Zenith de Pau 2017 (directe)

## Videografia
- 1993 : Nadau en companhia
- 1996 : Nadau en companhia
- 2000 : Nadau à l'Olympia
- 2002 : Nadau en companhia
- 2005 : Nadau à l'Olympia
- 2010 : Olympia 2010
- 2014 : Olympia 2014
- 2017: Zenith de Pau 2017